# Ayuntamiento de Calcuta
El ayuntamiento de Calcuta, de estilo dórico romano, fue construido en 1813 por el arquitecto e ingeniero mayor general John Henry Garstin (1756–1820) con un fondo de 700 000 rupias recaudado de una lotería para proporcionar a los europeos un lugar para reuniones sociales.

## Historia

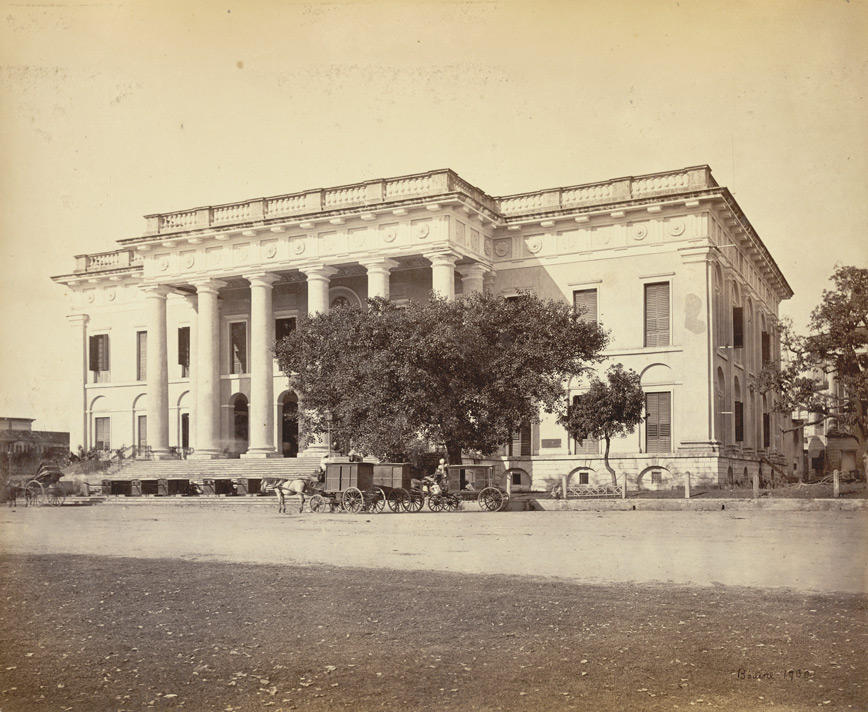
El Ayuntamiento en la década de 1860.

### 1813-1900
Se hizo en estilo romano-dórico en 1813. Al principio, la sala se colocó bajo un comité, que permitió al público utilizar la sala en los términos y condiciones fijados por el Gobierno. El público podía visitar el salón de la planta baja para ver estatuas y retratos de gran tamaño pero no se le permitía el acceso indiscriminado a la planta superior. Las solicitudes para el uso del piso superior debían presentarse al comité.
En 1867 pasó a estar bajo la gestión de la autoridad municipal, los Jueces de Paz para la mejora de la ciudad de Kolkata (más tarde en la Corporación de Calcuta). En la década de 1870, en la época del Presidente del Tribunal Supremo Richard Couch, cuando se estaba construyendo el edificio actual del Tribunal Superior, el Ayuntamiento se utilizó temporalmente para fines judiciales. En 1871, uno de los Jueces de Puisne, Sir John Paxton Norman, fue asesinado por un fanático musulmán de la secta Wahabi, mientras bajaba las escaleras del Ayuntamiento. En el año de 1897, el Ayuntamiento se renovó a un costo de alrededor de Rs. 1.126 millones.

### 1900-1947
En 1914, casi todas las estatuas de mármol, excepto la estatua de Ramanath Tagore, se trasladaron al Victoria Memorial. Después de la introducción de la Diarquía en 1919 se utilizó como cámara del consejo del Consejo Legislativo de Bengala. El interior del Salón fue remodelado para adaptarlo a las necesidades del Consejo. El Presidente del Consejo tenía su cámara en el Ayuntamiento. Posteriormente, el Consejo Legislativo se trasladó a su nuevo edificio en 1931.
Durante la Segunda Guerra Mundial, el gobierno abrió temporalmente una Oficina de Racionamiento en el Salón.

### Post-independencia
Después de la Independencia estuvo en gran parte descuidado, durante los primeros días de la independencia, durante la 'Era Socialista' de la independencia temprana y parece haber sido consignado constantemente al olvido colectivo. Se convirtió en la Oficina del Magistrado Municipal. Dentro de sus instalaciones se acomodaron otras sucursales de la Corporación. La Comisión de Servicios Municipales y la Comisión de Servicios Públicos de Bengala Occidental también ocuparon partes del edificio. En 1975, todos los bustos de mármol junto con algunos retratos se trasladaron al Victoria Memorial Hall, excepto los bustos de Greenlaw y Palmer. El resto de los retratos también se trasladaron al edificio de la Oficina Municipal Central, dejando dos retratos de Ryan y Nott. Poco a poco, este magnífico edificio con un rico patrimonio fue hundido en el olvido. En 1998, gracias a la intervención oportuna del ASI y el Tribunal Superior de Calcuta, este edificio patrimonial se salvó de más daños y destrucción, y luego se renovó para recuperar su antiguo esplendor y ahora se usa para reuniones y funciones públicas.

## Biblioteca
En 1999 compró la colección completa de libros raros y revistas sobre Calcuta del destacado experto en Calcuta PT Nair para formar una biblioteca de referencia. En 2004, la biblioteca fue inaugurada formalmente por el entonces Ministro de Servicios Bibliotecarios, Nimai Mal, en una pequeña función presidida por el entonces alcalde Subrata Mukherjee. En 2007 se ha fusionado toda la biblioteca de referencia de la Corporación con la Biblioteca del Ayuntamiento. Ahora la biblioteca posee alrededor de 12.000 libros y revistas y es visitada por muchos académicos de diferentes rincones de la India y del extranjero. Algunos libros valiosos raros en poder de la biblioteca:
- Charles Ball (1858). The History of Indian Mutiny.
- The Diary of William Hedge.
- Calcutta Light Horse – 1759-1881-1947.
- A Claude Campbell. Glimpses of Bengal.
- Catalogue of the Pictures and Sculptures in the collection of the Maharaja Tagore.
- Wilmot Corfiled. Calcutta faces and places in pre-camera days.
- Joseph Emin. The life and Adventures of Joseph Emin: an American.
- E. d. Ezra. Turning back the pages: A chronicle of Calcutta Jewry.
- Henry Hyde (1901). Parochial Annals of Bengal.
- Parish of Bengal, 1678 to 1788.
- Charles Lushington. The history, design and present state of the benevolent and charitable institution, founded by the British in Calcutta and its vicinity.
- Charles Moor. The Sheriffs of Fort William from 1775 to 1926.
- Rabbi Ezekiel N Musleah on the Banks of the Ganga.
- O Connell. The Park Street Cemeteries – Hand book of the Principle monuments.
- The Outram Statue, Calcutta
- D. L. Richarson. Literary Recreations.
- Smoult & Ryan. Rules and orders of the supreme court of judicature at Fort William in Bengal.
- Stark and Madge. East Indian worthies.
- Willkinson. Two Monsoons.
- William Bolts (1772). Considerations on Indian Affairs.
- Rev. Lal behari De. Recollections of Alexander Duff. (with author's signature)
- Harry Hobbs (1930). The Romance of the Calcutta sweep. (with author's copy)
- Sir Upendranath Brahmachari (1940). Gleanings from my researches: Kala-azar, its Chemotherapy.
- Calcutta Exhibition, Official Hand Book and Guide. 1923.
- Narendra Nath Laha. Subarnabanik, Katha O Kirthi.
- Ramcomal Sen. Dictionary of English and Bengal.

También hay biografías, Calcutta Review, Modern Review, Bengal Past and Present, Journal of the Asiatic Society, Calcutta Municipal Gazette y otras publicaciones de CMC.

## Museo de Calcuta
El Museo de Calcuta fue creado en 1995 por una iniciativa conjunta de la Corporación Municipal de Calcuta y el Gobierno de Bengala Occidental . Representa la historia de la ciudad de Calcuta y la metrópolis adyacente. Fue realizado por la sociedad del Museo de Calcuta, cuyos miembros incluían a renombrados historiadores, museólogos y administradores de esta metrópolis. El Museo de Calcuta es una exhibición mediática sobre la historia de la ciudad de Calcuta, financiada por la Corporación Municipal de Calcuta, la Autoridad de Desarrollo Metropolitano de Calcuta, el Departamento de Información y Cultura del Gobierno de Bengala Occidental y la Fundación Ford. Dividida en 19 enclaves y cubriendo un área de 1200 metros cuadrados, la exhibición describe la historia de Kolkata, su historia social y política, el tumultuoso movimiento por la libertad, sus esfuerzos creativos en los dominios de la educación, la literatura, la música, las artes escénicas, la ciencia y la tecnología. . La tecnología de la comunicación incluye dioramas animados donde los visitantes caminan por las calles de Calcuta o son testigos del gran drama de la Batalla de Plassey justo en el centro del campo de batalla. Circarama completamente computarizado donde se proyecta una historia de 12 minutos sobre el movimiento por la libertad de la India en una gran pantalla circular que rodea a los visitantes; se necesita la ayuda de animatronics donde los visitantes son testigos del poeta y premio Nobel Rabindranath Tagore recitando 'Bharat Tirtha' y cantando 'Tobu Mone Rekho'. También se proyectan acontecimientos dramáticos de la época dorada (1856-1861) o el trauma de la década de 1940. Los visitantes pueden escuchar música popular antigua de antaño a través de aisladores de audio que evitan la interferencia con otros o elegir ver recortes seleccionados de las películas de personas como Pramathesh Barua, Debaki Bose, Madhu Bose, Satyajit Ray, Mrinal Sen, Ritwik Ghatak y otros.

## Cultura popular
Es un hito muy famoso e importante de Calcuta. Durante el Raj británico el ayuntamiento fue el lugar más importante para reuniones sociales en Calcuta y aquí se llevaron a cabo muchas funciones estatales importantes de la Compañía Británica de las Indias Orientales. La sala ha sido testigo de muchas proclamas y acontecimientos históricos durante los siglos XIX y XX. Los europeos lo consideraban un lugar de élite para reuniones públicas. Hoy en día, aquí se llevan a cabo muchas funciones del Gobierno de Bengala Occidental . El ayuntamiento apareció en la sexta etapa de The Amazing Race 18, cuando los equipos tuvieron que competir en un "bloqueo de carreteras" para beber té.